# 鋳金
鋳金（ちゅうきん）は、金属工芸の技術の一つ。鋳造の一種。
湯口（ゆぐち）と呼ばれる入り口から溶解した金属を鋳型（いがた）に流し込み、冷却してから鋳型から取り出し、表面を研磨するなどして仕上げる技術。これによってできたものを鋳物（いもの）という。金属工芸では鋳型は砂型とよばれる方法を主に使う。

## 鋳金作家
- 香取秀真
- 香取正彦
- 蓮田修吾郎
- 山本安曇
- 折原久左ヱ門
- 西村忠
- 小泉武寛
- 大澤光民